# Corticalinus minusculus
Corticalinus minusculus är en skalbaggsart som först beskrevs av Schmidt 1893.  Corticalinus minusculus ingår i släktet Corticalinus och familjen stumpbaggar. Inga underarter finns listade i Catalogue of Life.